# Spargania myrtusaria
Spargania myrtusaria là một loài bướm đêm trong họ Geometridae.